# Санти, Александр Львович
Граф Александр Львович Санти (1770—1838) — российский государственный и военный деятель, киевский гражданский губернатор, в 1813—1814 годах генерал-интендант Резервной и Польской армий, затем генерал-интендант 1-й армии.
Из аристократического рода Сардинского происхождения. Родился 8 апреля 1770 года, был внуком видного российского сановника Франца Матвеевича Санти, сыном графа Льва Францевича и Анны Александровны урождённой Нарбековой, брат сенатора Петра Львовича Санти.
Был записан в Преображенский полк, переведён в Конногвардейский полк вахмистром и 1 января 1790 года произведён в корнеты, в 1793 году уволен в отставку. С 1794 года и вплоть до середины 1812 года состоял советником Московской казённой палаты, в 1805 году был в чине коллежского советника, с 1807 года был статским советником.
30 ноября 1811 года, перед началом Отечественной войны, сменил Д. С. Ланского на посту киевского гражданского губернатора. Позднее организовывал тыловое обеспечение армии Чичагова и 3-й Обсервационной армии. После разгрома Тормасовым корпуса генерала Кленгеля в бою под Кобрином граф Санти занимался приёмом, размещением в Киеве и продовольствием австрийских и саксонских военнопленных.
11 января 1813 года получил чин действительного статского советника и 15 сентября того же года назначен генерал-интендантом Резервной армии, а затем занимал ту же должность в Польской армии. За отличия во время Заграничных походов 20 ноября 1815 года был награждён орденом Св. Владимира 2-й степени. В 1815—1825 годах был генерал-интендантом 1-й армии.
Скончался 17 октября 1838 года, похоронен в с. Всехсвятское Московского уезда Московской губернии.
Среди прочих наград имел ордена Св. Владимира 4-й степени (1810 год) и Святой Анны 1-й степени.
Александр Львович был женат на Иоанне Францевне урождённой Кшевкович-Позняк (1806—1848). Их дети:
- Анна (1823 — 24 марта 1870[7]), была замужем за прапорщиком Иваном Сергеевичем Бурнашевым.
- Мария (29 октября 1824 — 27 декабря 1898[8]), замужем за капитаном конной артиллерии Леонидом Петровичем Софиано (впоследствии генерал от артиллерии и член Государственного совета).
- Лев (9 января 1830[9] — 1 ноября 1860[10]), штабс-ротмистр.
- Софья (1834—1896), с 1872 г. замужем за подполковником Николаем Осиповичем Эберном (1809—1874).
- Екатерина (1836—1886), замужем за подпоручиком Корпуса военных топографов Фёдором Александровичем Алексеевым.
- Надежда (5 января 1837 — 1860), замужем за капитаном 2-го ранга Иваном Григорьевичем Рудневым (впоследствии вице-адмирал и севастопольский градоначальник)[11].